# Baptistère des Orthodoxes
 (avril 2019).
Si vous disposez d'ouvrages ou d'articles de référence ou si vous connaissez des sites web de qualité traitant du thème abordé ici, merci de compléter l'article en donnant les références utiles à sa vérifiabilité et en les liant à la section « Notes et références ».
Le baptistère des Orthodoxes ou Baptistère de Néon, à Ravenne en Italie, est le plus ancien édifice de cette ville. Ce nom le distingue du baptistère des Ariens, également à Ravenne, construit par le roi des Ostrogoths, Théodoric l'Amale. Les deux édifices, dont la destination est identique, étaient propres aux deux communautés chrétiennes qui coexistaient alors à Ravenne.
Cet édifice paléochrétien est connu pour avoir conservé la plus grande partie de son décor intérieur datant du Ve siècle (Bas-Empire romain), dont des marqueteries de marbres (opus sectile), des stucs, des fresques, mais surtout un large ensemble de mosaïques. 
Il est inscrit, avec d'autres monuments de Ravenne, sur la liste du patrimoine mondial de l'Unesco.

## Histoire
Le baptistère fut construit par l'évêque Ursus à la fin du IVe  ou au début du  Ve siècle, comme bâtiment annexe d'une grande basilique, détruite en 1734. Il fut terminé par l'évêque Néon, vers la fin du Ve siècle ; c'est de cette époque que date la décoration de mosaïques. Le pavement du bâtiment est à présent à 3 mètres au-dessous du niveau du sol, ce qui change l'aspect visible du monument.

## Description

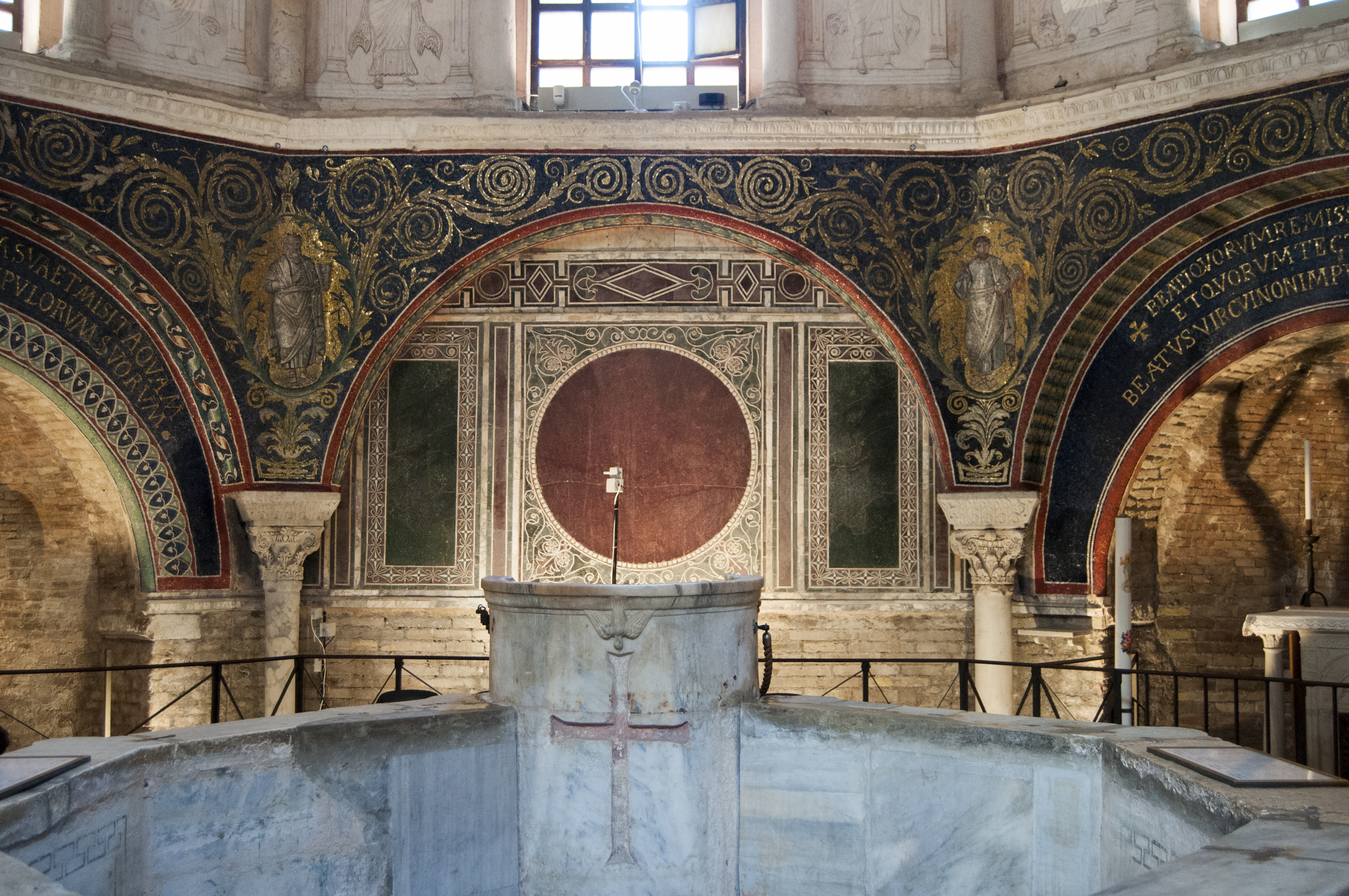
Intérieur du baptistère, cuve monumentale au premier plan

Le plan est octogonal, comme au baptistère du Latran à Rome, plan qu'on retrouve pour de nombreux édifices paléochrétiens puis plus tard pour des monuments byzantins (comme la basilique Saint-Vital dans la même ville) ou d'inspiration byzantine (comme le Dôme du Rocher à Jérusalem). Il a une signification symbolique : il figure les sept jours de la semaine (et de la création du monde) plus le jour de la résurrection et de la vie éternelle.
Avant les travaux effectués par Néon, le baptistère, de plan déjà octogonal, possédait à chacun de ses deux côtés des absides extérieures. Le bâtiment était éclairé par une rangée de fenêtres en plein cintre (type de fenêtre formant, dans leurs parties supérieures, un arc de cercle et constituées de deux vantaux). Par ailleurs, le toit était alors couvert en charpente.  
À partir d'une étude des niveaux de sols révélant notamment un rehaussement du sol du baptistère au Moyen Âge, les archéologues ont trouvé la possible trace d'un portique qui aurait directement lié la cathédrale et le Baptistère des Orthodoxes.  
L'édifice a été remanié au Xe ou XIe siècle par l'ajout de quatre petites absidioles, faisant disparaitre une partie des opus sectile. Il y a un contraste important entre la richesse de l'intérieur du bâtiment et la sobriété épurée du parement en brique de l'extérieur, ce qui est fréquent dans l'art paléochrétien et en particulier à Ravenne[réf. nécessaire]. Ce baptistère est caractérisé par son architecture monumentale. Les trois arcs (symbole de la Trinité) reposant sur des colonnes comme fermeture pour les fenêtres de l'intérieur ne se distinguent pas de l'extérieur. 
Le baptistère possède en son centre des fonts baptismaux, constitués par une vasque monumentale et octogonale en marbre pour baptiser les fidèles par immersion presque totale.

### Mosaïques
Le centre de la coupole est occupé par une mosaïque qui représente le baptême du Christ dans les eaux du Jourdain, représenté sous les traits d'une personnification, par saint Jean-Baptiste, représenté avec le traditionnel habit de l'ermite, la melotte. Ainsi, le fidèle peut identifier son baptême à celui du Christ.
Plus bas et entourant la scène du baptême du Christ est représentée une procession des douze apôtres derrière saint Pierre et saint Paul avec une sorte de hiérarchie :
- premier niveau : la cuve du baptême où le fidèle est baptisé,
- deuxième niveau : bas-reliefs représentant des prophètes avec des codex en main,
- troisième niveau : les douze apôtres,
- quatrième niveau: le Christ et la colombe du Saint-Esprit.

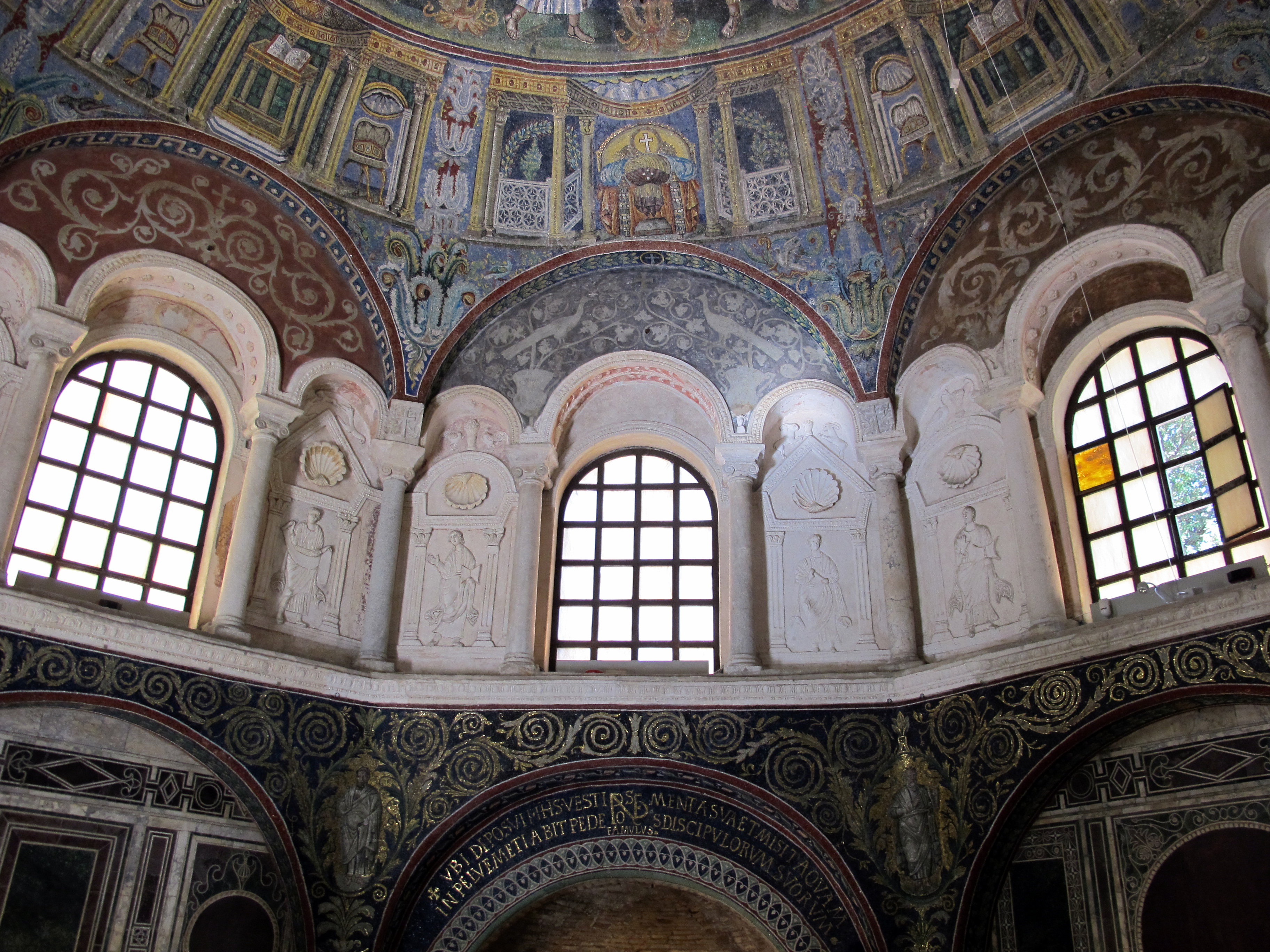
Vue de l’élévation intérieure avec les mosaïques.
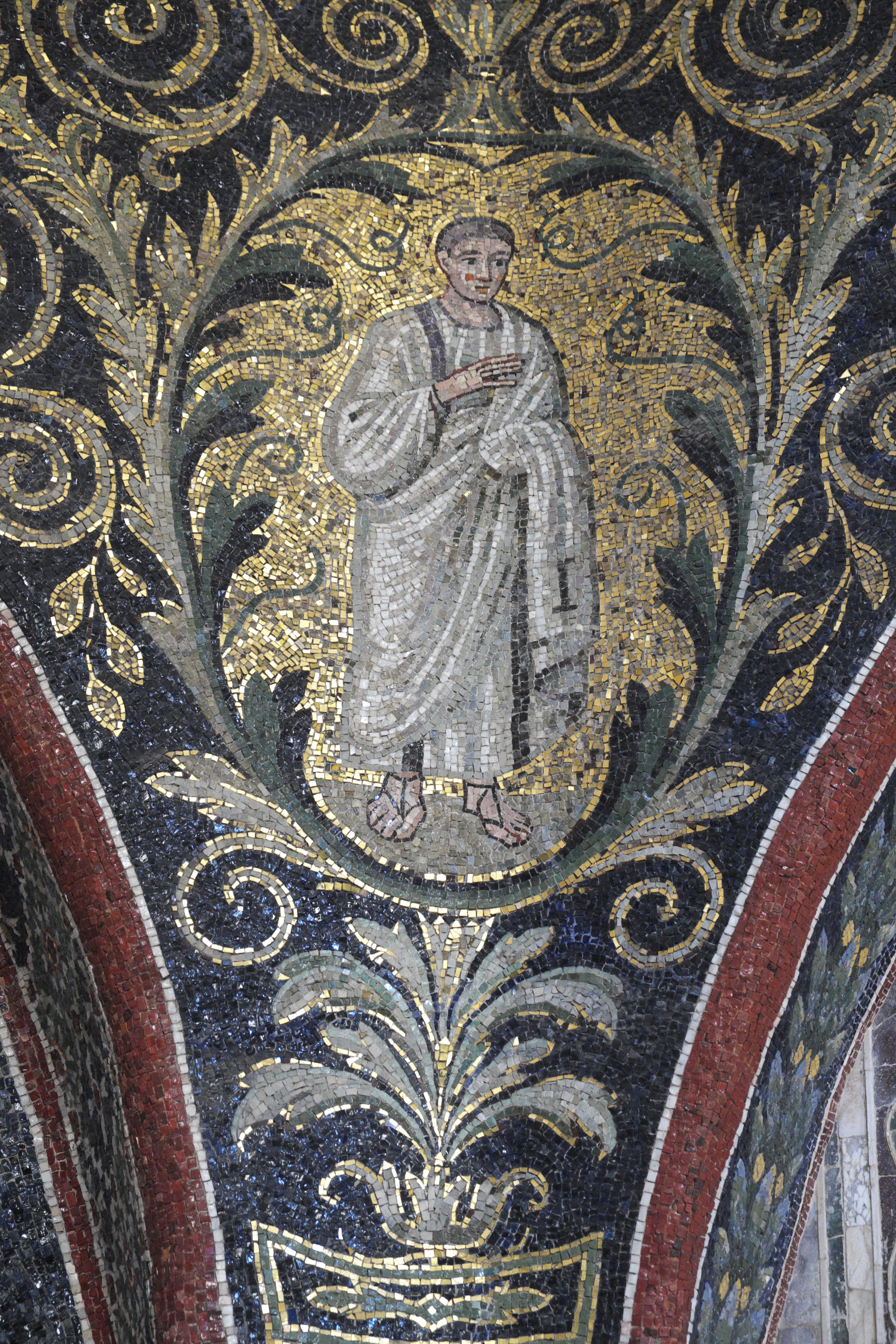
Premier niveau, un des personnages dans le décor de rinceaux d'or.
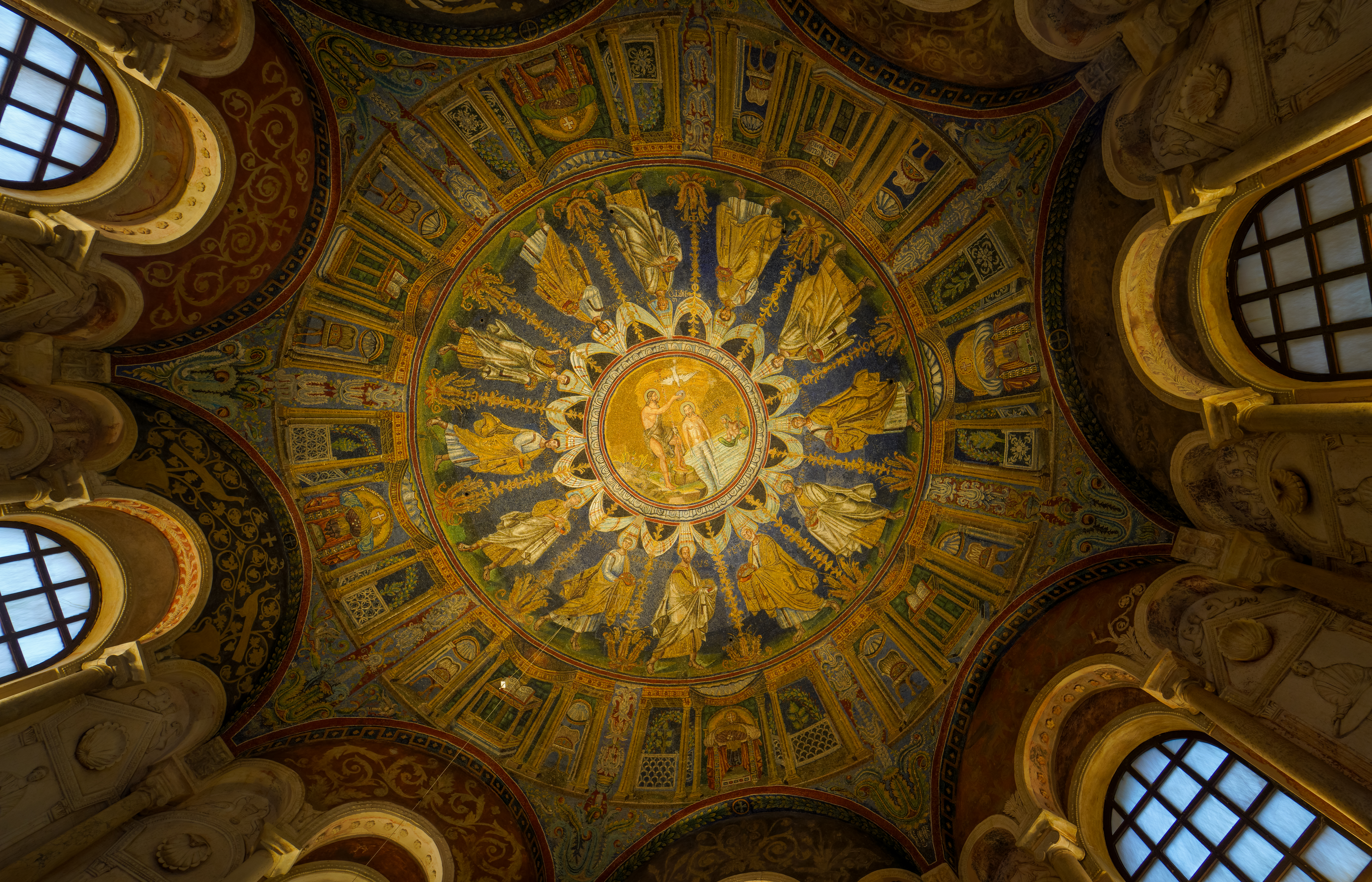
Mosaïque de la coupole.

### Sources
- Hadermann-Misguich, Lydie. « Spiro K. Kostof, The Orthodox Baptistery of Ravenna ». L’Antiquité Classique 37, no 1 (1968): 379‑82.